# 吳永
吴永（1865年—1936年），字渔川，一字槃庵，别号观复道人，浙江吴兴县人。
早年师郭绍先，光绪十四年(1888)娶曾纪泽次女。早年為直隶试用知县，办理洋务，受到张荫桓赏识，调补怀来知县。庚子事变時，因迎驾有功被慈禧重用。元配早逝，再娶盛宣怀之堂妹為繼室。民國初年曾任山东提法使。工书法，学董其昌。
著作有《庚子西狩叢談》(劉治襄筆錄)等。